# HD143658
HD143658 — хімічно пекулярна зоря спектрального класу B9, що має видиму зоряну величину в смузі V приблизно  6,5.
Вона  розташована на відстані близько 1048,7 світлових років від Сонця.

## Пекулярний хімічний склад
Зоряна атмосфера HD143658 має підвищений вміст 
Si
.